# Cohors IIII Bracaraugustanorum
La Cohors IIII Bracaraugustanorum fue una unidad auxilia de infantería del ejército del Imperio romano del tipo cohors quinquagenaria peditata, cuya existencia está atestiguada desde la segunda mitad del siglo I hasta finales del siglo II.

## Reclutamiento y segunda mitad del siglo I
Esta cohorte fue reclutada por orden de Nerón en el año 63 de entre la población no ciudadana del Conventus Bracaraugustanorum en la provincia Hispania citerior Tarraconensis , para reforzar el ejército entregado a Corbulón para atacar y derrotar al Imperio parto, siendo asignada a la provincia romana de Syria.
Poco después, al producirse la rebelión judía de 68, fue asignada al ejército de Vespasiano y Tito para invadir la zona rebelde, participando en todas las operaciones, que culminaron con la conquista de Jerusalén en 70.
De acuerdo con varios Diplomata militaris fechados el 8 de noviembre de 88, la unidad formaba parte de la guarnición de Siria.
La cohorte fue dirigida en algún momento de la última década del siglo I o de principios del siglo II por el Praefectus cohortis  Gayo Aufidio Máximo, quien dirigió la unidad en la provincia Judea, donde estaba asignada de guarnición la unidad.

## ElsigloII

Mapa de la Judea romana hacia mediados del.

La cohorte debió participar en las operaciones militares de Trajano contra los partos de 114-117, retornando a Judea al terminar esas campañas.
En 132, al producirse la Rebelión de Bar Kojba, la unidad se vio involucrada en una nueva guerra contra los judíos, participando en las operaciones realizada en Judea hasta 135, que culminaron con la derrota total de los rebeldes. A partir de 135, mantuvo su guarnición en la zona de Judea, convertida en provincia de Syria Palaestina por orden de Adriano, como atestiguan un Diploma militaris de fecha indeterminada entre 135 y 138, y otro datado el 22 de noviembre de 139, ya bajo Antonino Pío.
Este último emperador envió una vexillatio de la cohorte, junto con efectivos de la Cohors III Thracum a la provincia Raetia en 145-150,
El 7 de marzo de 160, un Diploma militaris atestigua que la unidad al completo estaba de guarnición en Syria Palaestina.
La cohorte debió participar en la guerra pártica de Lucio Vero de 162 a 169 y retornar a su provincia de guarnición al terminar esta guerra. Después, en 175, prestó lealtad de Avidio Casio y, al fracasar este, volvió a ser leal a Marco Aurelio.
Un Diploma militaris, fechado entre el 24 y el 27 de noviembre de 186, atestigua que la cohorte permanecía de guarnición en Syria Palaestina bajo Cómodo.
Asesinado este último emperador en 192 y su sucesor Pertinax en 193, prestó lealtad al gobernador de Siria Pescenio Níger contra Didio Juliano, teniendo que enfrentarse a Septimio Severo, quien se dirigió a Oriente contra Níger en una fulgurante campaña en 193-194, debiendo ser destruida en la decisiva batalla de Issus, ganada por Severo.

## Bibliografía

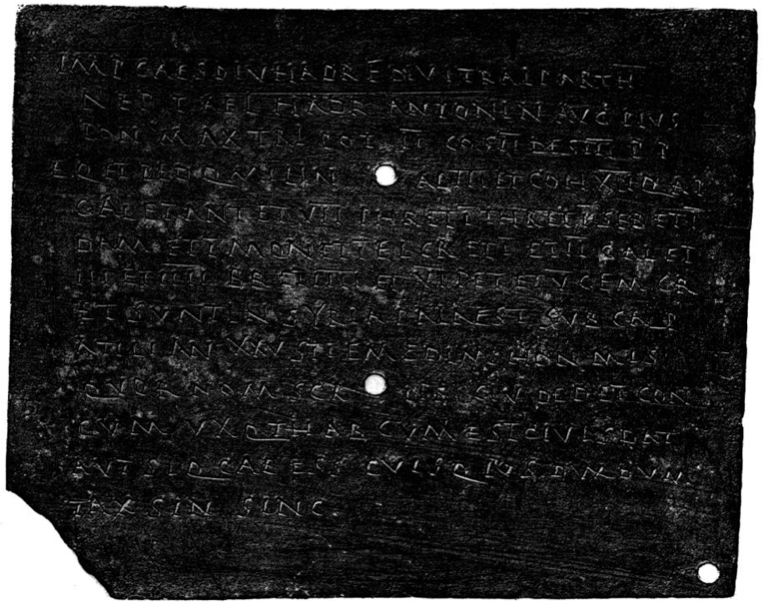
Diploma CIL XVI 87 = AE 1897, 106 = AE 1897, 145 = AE 1898, 3, procedente de Nazaret (Israel), depositado en el Museo del Louvre en el que se menciona a la Cohors IIII Bracaraugustanorum.